# Підстановочний шифр
Підстановочний шифр — алгоритм шифрування, який полягає у заміні знаків відкритого тексту іншими знаками за допомогою ключа.

## Історія
Цей шифр є еквівалентним алфавітному письму, коли значення букв невідоме особам, які не повинні читати повідомлення.
Достеменно невідомо, коли вперше почали використовувати даний шифр для прихованого листування. Відомо, що алфавіти одними з перших почали використовувати фінікійці та угарітці. Перші ж задокументовані згадки використання підстановочного шифру відноситься до часів Давньої Греції та Римської імперії (див., наприклад, шифр Цезаря).

## Приклад
Наприклад, зашифруємо ключем «а-x, б-y, в-z, г-n … і т. д.» слово «гав», отримаємо шифртекст «nxz».
```
г -> n
а -> x
в -> z
```

## Криптоаналіз
Для відновлення повідомлення, якщо ключ не відомий, застосовують частотний аналіз (криптологія).